# Compton Mackenzie
Edward Montague Compton Mackenzie (Este de Hartlepool, 17 de enero de 1883-Edimburgo, 30 de noviembre de 1972) fue un escritor y político independentista de Escocia británico.

## Biografía
Nació en una familia dedicada al teatro, siendo su padre, Edward Compton, actor y director de una compañía, y su hermana, Fay Compton, actriz, igual que su madre Victoria. Fay llegó a actuar en muchas piezas teatrales del escritor James Matthew Barrie, incluso en la de Peter Pan.
Fue educado en la ciudad de Oxford, donde empezaría a estudiar la carrera de Derecho, pero que abandonaría en 1907, tras involucrarse de lleno en la literatura. De esta forma publicaría su primera gran novela titulada The Gentleman in Grey (1911). Durante la Primera Guerra Mundial luchó en la conocida como Batalla de Galípoli (o también llamada batalla de los Dardanelos). Tras la guerra, se instaló en Capri, y en 1934 hizo construir su casa en la isla de Barra, desde donde mostró su apoyo al nacionalismo escocés.
Durante sus últimos años de vida se dedicó a escribir su autobiografía, de diez tomos, titulada My life and times.
Fue oficial del MI6, y de su experiencia como tal escribió Greeks Memories en el año 1932.
A causa de la gran admiración que Compton Mackenzie mostró por las Tierras Altas Escocesas, se le enterró allí, donde se le recuerda con cariño.

## Obras
- The Gentleman in Grey, 1907
- The Passionate Elopement, 1911
- Carnival, 1912
- Sinister Street, 1914

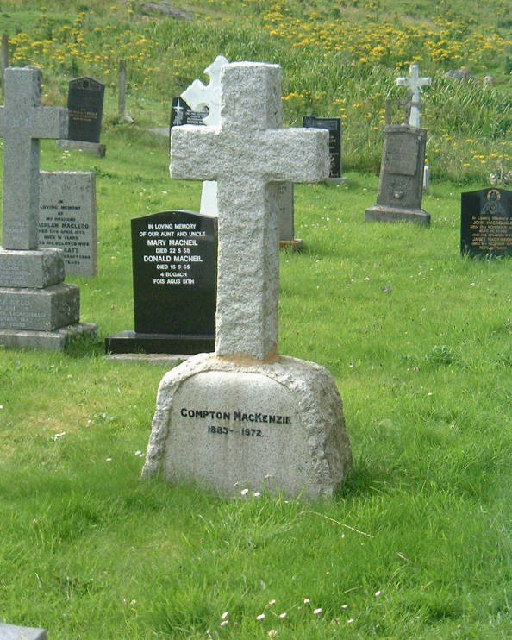
Tumba de Compton MacKenzie, Eolaigearraidh, Barra (foto de Paddy Heron).

- The Early life and adventures of Sylvia Scarlett, 1918
- The Altar Steps, 1922
- Santa Claus in Summer, 1924
- The Old Men Of the Sea, 1924
- Vestal Fire, 1927
- Extraordinary Women, 1928
- Gallipoli Memories, 1929
- Athenian Memories, 1931
- Greek Memories, 1932
- The Monarch of the Glen, 1941
- The Four Winds of Love, 1937–45
- Wind of freedom. The history of the invasion of Greece by the Axis Powers 1940-1941, 1943
- Whisky Galore, 1947
- The Rival Monster, 1952
- Rockets Galore, 1957
- Thin Ice, 1956
- My Life and Times, 1971
- Buttercups and daisies
- Cat's Company
- Catmint
- Ben Nevis goes East
- The lunatic Republic
- Water in the brain
- Franklin Delano Roosevelt